# Gunsmith Cats
Gunsmith Cats (jap. ガンスミス キャッツ Gansumisu kyattsu) – manga autorstwa Ken’ichiego Sonody, publikowana na łamach magazynu „Gekkan Afternoon” wydawnictwa Kōdansha od grudnia 1990 do kwietnia 1997. Polski przekład ukazał się nakładem wydawnictwa Egmont.
Na podstawie mangi studio OLM stworzyło trzy odcinki OVA, wydane w latach 1995–1996.

## Fabuła
19-letnia Irene „Rally” Vincent prowadzi tytułowy sklep z bronią „Gunsmith Cats”, ale pracuje także jako łowczyni nagród. W obu tych zajęciach pomaga jej współlokatorka i była prostytutka, May „Minnie” Hopkins. Rally jest doskonałą strzelczynią i ekspertką od broni palnej, natomiast May jest specjalistką od materiałów wybuchowych, znającą budowę i zastosowanie wszelkiego rodzaju ładunków. Do zespołu dołącza później była nastoletnia włamywaczka i specjalistka od otwierania zamków, Misty Brown. Wspiera ich także Becky Farrah, najlepsze, choć kosztowne, źródło informacji o działalności przestępczej.
Jako łowczyni nagród, Rally zyskała wielu wrogów, z których najważniejsi to Gray – przywódca gangsterów, których uzbrojenie, w tym bomby, sprawia, że przypominają terrorystów – oraz Goldie Musou, wysoko postawiona członkini mafii, wykorzystująca narkotyki do manipulowania ludźmi. Często pojawia się także Bean Bandit, specjalista od dostarczania nielegalnych towarów, który w zależności od sytuacji bywa zarówno sojusznikiem, jak i przeciwnikiem Rally.

## Manga
Seria ukazywała się w magazynie „Gekkan Afternoon” od 25 grudnia 1990 do 25 kwietnia 1997. Wydawnictwo Kōdansha zebrało jej 76 rozdziałów w 8 tankōbonach, wydawanych od 13 grudnia 1991 do 23 lipca 1997. Między 22 lipca a 21 października 2005 ukazało się również 4-tomowe wydanie zbiorcze zatytułowane Gunsmith Cats Revised Edition.
W Polsce manga została wydana nakładem wydawnictwa Egmont.
| Nr | Język japoński       | Język japoński         | Język polski     | Język polski           |
| Nr | Data wydania         | ISBN                   | Data wydania     | ISBN                   |
| -- | -------------------- | ---------------------- | ---------------- | ---------------------- |
| 1  | 13 grudnia 1991      | ISBN 978-4-06-314039-2 | wrzesień 2003    | ISBN 978-83-237-9779-1 |
| 2  | 17 września 1992     | ISBN 978-4-06-314047-7 | październik 2003 | ISBN 978-83-237-9793-7 |
| 3  | 20 kwietnia 1993     | ISBN 978-4-06-314060-6 | grudzień 2003    | ISBN 978-83-237-9794-4 |
| 4  | 18 stycznia 1994     | ISBN 978-4-06-314074-3 | luty 2004        | ISBN 978-83-237-9076-1 |
| 5  | 21 lutego 1995       | ISBN 978-4-06-314096-5 | październik 2004 | ISBN 978-83-237-9186-7 |
| 6  | 11 listopada 1995    | ISBN 978-4-06-314120-7 | styczeń 2005     | ISBN 978-83-237-9187-4 |
| 7  | 21 października 1996 | ISBN 978-4-06-314141-2 | luty 2005        | ISBN 978-83-237-9188-1 |
| 8  | 19 lipca 1997        | ISBN 978-4-06-314158-0 | lipiec 2005      | ISBN 978-83-237-9189-8 |

Sequel mangi, zatytułowany, Gunsmith Cats Burst, ukazywał się w magazynie „Gekkan Afternoon” od 24 lipca 2004 do 25 września 2008. Całość została zebrana w 5 tankōbonach, wydanych między 23 czerwca 2005 a 21 listopada 2008.
| Nr | Data wydania (język japoński) | ISBN (język japoński)  |
| -- | ----------------------------- | ---------------------- |
| 1  | 23 czerwca 2005               | ISBN 978-4-06-314383-6 |
| 2  | 22 listopada 2005             | ISBN 978-4-06-314396-6 |
| 3  | 22 września 2006              | ISBN 978-4-06-314426-0 |
| 4  | 23 października 2007          | ISBN 978-4-06-314474-1 |
| 5  | 21 listopada 2008             | ISBN 978-4-06-314538-0 |

## Anime
Na podstawie mangi studio OLM wyprodukowało 3 odcinki OVA, wydane między 1 listopada 1995 a 1 września 1996. Za reżyserię odpowiadał Takeshi Mori, scenariusz napisał Atsuji Kaneko, postacie zaprojektowali Kenichi Sonoda i Norihiro Matsubara, a muzykę skomponował Peter Erskine.

### Lista odcinków
| № | Tytuł           | Premiera         |
| - | --------------- | ---------------- |
| 1 | Neutral Zone    | 1 listopada 1995 |
| 2 | Swing High!     | 1 kwietnia 1996  |
| 3 | High Speed Edge | 1 września 1996  |